# 伊西多尔·姆武巴
伊西多尔·姆武巴（Isidore Mvouba，1954年—），非洲國家剛果共和國總理（2005年1月7日－2009年9月15日）。1972年起，姆武巴就投身剛果政界，是該國執政黨主要成員之一。1997年，他的首份重要職務，是在該國政府擔任貿易部長。